# Azotowodór
Azotowodór zwany też kwasem azotowodorowym – nieorganiczny związek chemiczny o wzorze HN
3, bezbarwna, łatwo parująca, toksyczna ciecz, silnie wybuchowa. Gazowy azotowodór także wykazuje działanie wybuchowe.
Azotowodór został po raz pierwszy otrzymany przez T. Curtiusa w 1890 r., obecnie wolny kwas azotowodorowy otrzymuje się z jego soli, najczęściej poddając azydek sodu działaniu rozcieńczonego roztworu kwasu siarkowego i oddestylowując lotny HN
3, bądź poprzez reakcję amoniaku z podtlenkiem azotu:
H
2SO
4 + 2NaN
3 → 2HN
3 + Na
2SO
4
N
2O + NH
3 → HN
3 + H
2O
Azotowodór reaguje z metalami tworząc odpowiednie sole azydki o działaniu detonującym. Najpopularniejszy azydek ołowiu, używa się do produkcji spłonek pobudzających materiały wybuchowe.

## Właściwości biologiczne
Toksyczność HN
3 jest porównywalna z toksycznością cyjanowodoru. Zawartość w powietrzu na poziomie 0,0005–0,007 mg/l powoduje wystąpienie objawów zatrucia. Objawami zatrucia są mdłości, ból głowy, wymioty, głębokie obniżenie ciśnienia, demielinizacja włókien nerwowych w ośrodkowym układzie nerwowym oraz uszkodzenie jąder i wątroby.

## Zastosowanie
Wolny kwas azotowodorowy używa się do syntezy tetrazoli i ich pochodnych.